# Monkey Hill
Monkey Hill – miasto w Saint Kitts i Nevis, na wyspie Saint Kitts; 600 mieszkańców (2006). Stolica parafii Saint Peter Basseterre.